# Пітер Міллер
Пітер Міллер (англ. Peter Miller; нар. 19 жовтня 1960, Новий Південний Уельс, Австралія — пом. 27 липня 2014, Новий Південний Уельс, Австралія) — австралійський програміст. Він написав статтю Recursive Make Considered Harmful (Рекурсивне виконання make вважають шкідливим) та розробив систему управління проектами Aegis і програму cook. Також він відкрив закони сучасної розробки програмного забезпечення та архітектури програм на початку 1990-их років (перед тим, як їх перевідкрили в кінці 1990-их).

## Доробок
Закони Міллера:
1. Число взаємодій всередині команди розробників дорівнює O(n!) без контрольованого доступу до набору вихідних даних проекту. Якщо команда розробників має контрольований доступ до вихідного набору даних проекту, число взаємодій може бути зменшеним і близьким до O(n), де n — число розробників та/або файлів в дереві сирців, в залежності від того, яке із цих чисел більше.
2. Набір вихідних даних проекту завжди має бути напоготові для роботи.
3. Процес розробки програмного забезпечення може бути приведеним до моделі, що описується орієнтованим ациклічним графом.
4. Важливо створити жорсткий фреймворк обраних компонентів (на кшталт верхнього рівня структури програми aegis).
5. Фреймворк не має виконувати якусь реальну роботу, натомість він має направляти завдання до зовнішніх компонентів. Зовнішні компоненти мають бути взаємозамінними.
6. У складі фреймворку має бути передбачений стратегічний шаблон для найбільш складних завдань.